# Tripulació (vaixells)
|  | Per a altres significats, vegeu «tripulació». |

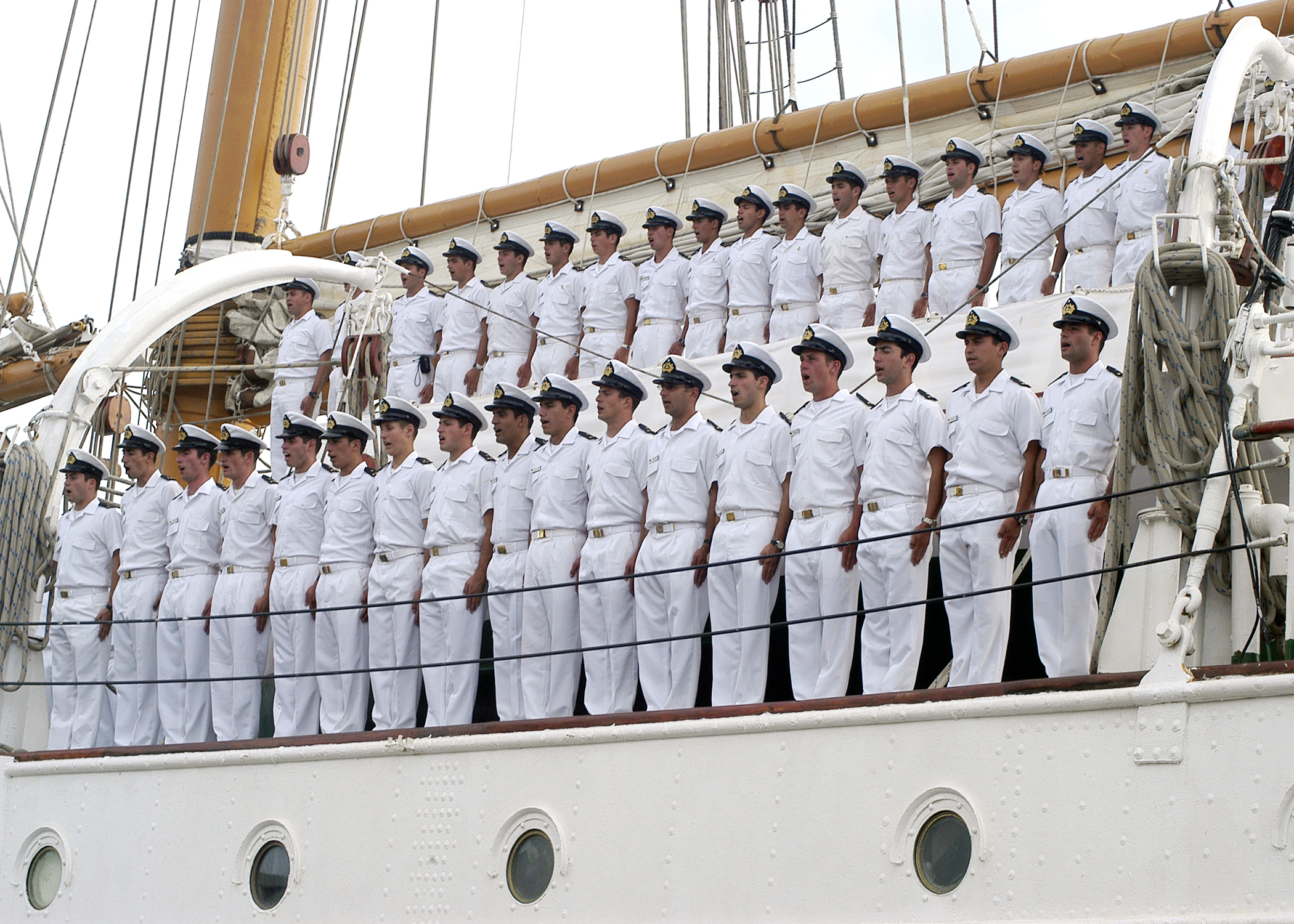
Tripulació del vaixell xilè "Esmeralda".

La tripulació  d'un vaixell és el conjunt de persones que van en una embarcació, dedicades a la seva maniobra i servei. Es tracta d'una estructura jerarquitzada organitzada en departaments segons la seva funció.

## Càrrecs habituals
La tripulació, com a estructura jeràrquica que és, té perfectament definides les funcions de tot el personal de bord; D'estar conformades per gent marginal o aventurers, han passat a ser professions exigents en les quals no és possible entrar sense titulació, bé Formació Professional, bé diplomatures o llicenciatures.
La denominació dels càrrecs de la tripulació varia d'un país a un altre. El  reglament de treball a bord en naus de la marina mercant nacional  de Xile, per exemple, estableix la distinció entre oficials de coberta, oficials de màquines i oficials de servei general, a més del capità i la resta de tripulació, que deixa a part. A Espanya, es parla de capità, oficials, mestratge i subalterns i s'acull al  IV Conveni General de la Marina Mercant de 1982  publicat al BOE de 24 de juny de 1982.
A continuació apareixen els càrrecs més habituals tant del present com del passat.

### Departament de Coberta

#### Capità
El capità és la màxima autoritat en un vaixell. El capità és el responsable de tot el funcionament del vaixell, dirigeix, coordina i controla totes les activitats que es realitzen a bord, i és responsable de la seguretat, tripulació, carregament, navegació i organització del treball del vaixell. El capità és a més el representant de l'armador davant de tercers. En el departament de màquines el cap de Màquines és el màxim responsable del seu funcionament i organització, responent de la seva actuació únicament davant el Capità.
Per a embarcacions d'esbarjo tan sols cal una titulació bàsica específica. En el cas de la marina mercant, s'exigeix tant titulació universitària (llicenciat en Nàutica i Transport Marítim) com a experiència (36 mesos embarcat com a oficial) i passar un examen d'idoneïtat per assolir el rang de Titulació oficial de capità de la marina mercant.
El capità és el màxim responsable de totes les maniobres, per la qual cosa s'ha de trobar en coberta cada vegada que en cal fer una (atracar o desatracar, etc.) Antigament, en el cas de flotes de velers, el capità era el responsable de tota la flota i la seva nau era la nau capitana o vaixell insígnia.
La llei del mar estipulava històricament que un vaixell sense capità podia ser reclamat per qualsevol que l'abordés, per això el capità no abandonava el vaixell si no estava absolutament segur que naufragava i era l'últim a deixar-ho o, moltes vegades, s'enfonsava amb ell.

#### Oficials de pont (o coberta)
Per cobrir les guàrdies del pont dels vaixells de la marina mercant solen tenir tres oficials, ja que el capità no en sol fer. Els oficials o pilots es mesuren pel seu rang, havent-hi un primer, segon i tercer oficials. En alguns vaixells hi ha només dos oficials de pont i el capità, que aleshores sol fer guàrdia de 8:00 a 12:00 i de 20:00 a 24:00. Els oficials de la marina mercant són professionals degudament titulats segons els estàndards marcats en el Conveni de Formació, Entrenament i Guàrdies de Mar STCW'95.
La formació per a un pilot o capità de la Marina Mercant sol incloure formació universitària o equivalent en escoles de nàutica o de marina, períodes d'entrenament com a alumnes de nàutica a bord dels vaixells i, en molts casos, la superació d'un examen d'aptitud professional.
El primer oficial té al seu càrrec les tasques de l'organització del treball a bord, l'elaboració dels horaris de treball del departament de coberta, la planificació i supervisió dels càlculs de l'estiba o càrrega i la supervisió d'aquesta, la planificació i supervisió dels treballs de manteniment de coberta, la supervisió dels equips de seguretat i contra incendis, (la tasca pot o sol ser assignada a un altre oficial que l'assisteixi en aquesta matèria), l'elaboració de les comandes que siguin necessaris per al manteniment i la correcta operació del vaixell, així com la guàrdia de navegació a la qual estigués assignat.
El segon oficial és encarregat d'elaborar la derrota, segons els criteris marcats pel capità, la correcció de les cartes i publicacions nàutiques i de la guàrdia de navegació a la qual estigués assignat.
El tercer oficial és l'encarregat de la guàrdia de navegació i en molts casos, sol fer tasques administratives (elaboració de llistes de tripulants, manifestos…) i tasques relacionades amb el manteniment i supervisió de la seguretat que li assigni el primer oficial.
L'alumne de nàutica és un oficial en pràctiques que no té cap responsabilitat i no té més missió a bord que la d'aprendre.

#### Pilot
El pilot era l'encarregat de la navegació en els velers antics i equivaldria parcialment al primer oficial de l'actualitat. Era una persona instruïda, tant en lletres com en matemàtiques, ja que havia de manejar les cartes i els instruments de navegació nàutica. A més, calia que tingués pràctica en la navegació. A la flota espanyola d'Índies, des 1503, havia de passar una mena d'examen a la Casa de Contractació de Sevilla.
Actualment, el títol de pilot permet ser capità en vaixells de fins a 500 GT, per al qual ha d'acreditar haver estat embarcat no menys de 12 mesos com a oficial de pont. També permet ser fins a primer oficial. Amb un període acreditat d'embarcament superior, normalment de 36 mesos que poden disminuir-se a 24 si ha estat capità o primer oficial durant 12 mesos en vaixells de fins a 5.000 tones. Existeix també la titulació de Pilot de Segona.
En general, el pilot de primera o de segona exerceix les funcions de primer o segon oficial, com s'ha descrit més amunt.

#### Pràctic
Aquest professional no forma part de la tripulació. És expert en navegació en aigües restringides o en atracada i desatracada. S'embarca abans d'iniciar la maniobra o navegació arriscada. Encara que dona quasi directament totes les ordres en el pont, el comandant del vaixell no delega la seva responsabilitat al pràctic.

#### Oficial radioelectrònic
El comunament anomenat 'oficial de telecomunicacions' o 'oficial de comunicacions' és l'encarregat de tots els sistemes de comunicació externa del vaixell. Històricament era el radiotelegrafista  tot i que la tecnologia s'ha desenvolupat i les seves competències també.
Aquest oficial manté les comunicacions necessàries per a la seguretat del vaixell, així com per a les operacions comercials i comunicacions privades. Pot ser oficial radioelectrònic de segona, per al que ha d'acreditar titulació (diplomatura o llicenciatura en Radioelectrònica naval), experiència (12 mesos com a alumne en pràctiques) i superar una prova d'idoneïtat. Pot aconseguir la titulació d'oficial radiolectrònic de primera si acredita el títol de llicenciat en radioelectrònica naval i experiència com a oficial de segona durant 12 mesos a més de l'examen d'idoneïtat.

#### Patró
El patró és un càrrec similar al de capità, però per a vaixells de pesca, de cabotatge-alçada, o mercants de fins a 3000 GT. Dins d'aquesta categoria hi ha el «patró d'altura», que és la persona que amb la titulació adequada, dirigeix vaixells de fins a 500 GT i capaços de transportar fins a 350 passatgers. També hi ha: el «patró de litoral» de la marina mercant, el «patró major de cabotatge». i el «patró de cabotatge».
Cal destacar especialment la figura del patró portuari persona que s'encarrega de manejar vaixells vinculats a un port.

#### Mestre
El mestre en els velers antics era l'encarregat que l'estat del vaixell fos òptim abans de marxar, així com dels aspectes econòmics i d'intendència.

#### Nostramo o contramestre
En els grans velers, era responsable de la marineria, especialment de dirigir a les maniobres. A més s'ocupava de l'estiba i del manteniment de la nau.
Avui dia, segueix navegant en molts vaixells personal amb aquesta titulació a càrrec dels tripulants no oficials i del material. És com el capatàs a la coberta, expert en teixit de caps, nusos mariners, barreja i tipus de pintura, encarregat del manteniment preventiu i correctiu de la coberta, buc i superestructura del vaixell, juntament amb els mariners capacitats i els mariners ordinaris. És la mà dreta del primer oficial del vaixell.

### Departament de Màquines

#### Cap de màquines
El cap de màquines és el màxim responsable del departament de màquines i té encomanada la direcció, supervisió i manteniment dels sistemes de propulsió i serveis auxiliars del vaixell, així com l'elaboració de les comandes de compres que són necessaris per al correcte funcionament i manteniment. El cap de màquines és un professional degudament format i titulat segons els estàndards de la STCW'95.

#### Oficials de màquines
Igual que en el pont, calen tres oficials per fer les guàrdies en els vaixells mercants que necessiten vigilància constant de la màquina, amb els rangs de primer, segon i tercer oficial de màquines (el tercer oficial no és un rang de la marina mercant, però en la pràctica si, ja que substitueix el cap de màquines, que no fa guàrdies). Aquests oficials han de tenir titulació universitària i l'experiència requerida, com a alumnes en pràctiques de màquines en el cas del segon (o tercer) oficial o com a segon oficial per ser-ne primer.

### Altres tripulants

#### Mariners
En general, formen el gruix de la tripulació, excepte en el cas de vaixells destinats a serveis. Són els encarregats de realitzar les tasques d'estiba, manteniment, intendència ... a les ordres dels oficials corresponents. En els vaixells moderns la marineria es troba bastant especialitzada (estibadors, greixadors, calderers ...) A Espanya es nomena com  mestrances  als que ocupen el càrrec contramestre, calderer, lampista, bomber, electricista, majordom, cuiner, gambusser, rober o hostessa.
Entre la marineria es trobaven tradicionalment aprenents anomenats patges o grumets. Els patges eren nens de 6 a 14 anys, que embarcaven sovint per escapar de la pobresa o per situacions d'orfandat i s'encarregaven de les tasques més domèstiques (ajuda en cuina, neteja de les cabines principals, cambrers del capità i els oficials, criats personals, etcètera), sent els últims en l'escalafó del vaixell, cosa que suposava sovint una situació d'abús. Els grumets eren aprenents de 15 a 20 anys, que s'encarregaven de les tasques més àrdues i perilloses, tot i no cobrar com els mariners.
Antigament, al costat dels mariners hi embarcaven artesans com el boter i el calafat, encarregat de segellar les juntes de fusta, o el fuster.

#### Serveis
En els moderns ferris i creuers, la major part de la tripulació correspon a personal de serveis, des de cambrers o animadors, fins a personal de neteja o seguretat. També pot disposar de servei mèdic, a càrrec de personal amb la titulació corresponent.
Destaca entre el personal de serveis el sobrecàrrec, oficial al comandament d'aquesta part de l'activitat del vaixell. Aquest oficial ha de preparar i confeccionar la documentació relacionada amb la càrrega i la tripulació, i atendre la recepció i lliurament de la càrrega.

#### Militars
No només les naus de guerra han comptat amb militars entre la seva tripulació. Encara que en l'actualitat pot semblar estranya la presència de militars en els vaixells de la marina mercant, però, era usual trobar-los a les naus a partir del segle xvi. Les naus espanyoles, per exemple, van començar a comptar amb personal militar especialitzat per protegir-se de pirates o bucaners, però també de vaixells de països en guerra amb Espanya. Així, merinos, conestables o bombarders (artillers que manejaven la bombarda) van ser figures habituals de les naus hispanes.

## Rol de tripulació
És el llistat de tot el personal embarcat, inclòs el capità, en el moment del salpi. Aquesta llista s'ha de presentar a les autoritats del port perquè autoritzin al despatx de l'embarcació una vegada verificat que compleix amb la «dotació de seguretat».
El "rol de tripulació" té un detall de:
- Càrrec del tripulant.
- Nom i cognoms i el domicili
- Número de document d'embarcament.
- Data de naixement.
- Nacionalitat.

A més hi consten les dades de la nau i les seves característiques: nom, bandera, port brut i net.

## Dotació de seguretat
És la dotació mínima que ha de tripular un vaixell per fer-ho en condicions de seguretat segons estipulen les normatives internacionals. El nombre i càrrecs dels tripulants varien en funció de la tipologia de vaixell, la quantitat i jerarquia dels tripulants i tipus de navegació i servei que presta l'embarcació. La dotació de seguretat està establerta en un certificat que atorga l'autoritat del port de matrícula.